# Eristena grisealis
Eristena grisealis là một loài bướm đêm trong họ Crambidae.